# 冒政
冒政（1443年—1519年），字有恆，直隸揚州府泰州（今江蘇省泰州市）人，明朝副都御史。

## 生平
早年出身州學生，举成化十年（1474年）甲午科應天鄉試第三十四名。成化十一年（1475年）乙未科進士。弘治時任武昌府知府，十六年（1503年）四月升山东布政司左参政。正德元年（1506年）二月升江西右布政使，二年升任右副都御史、巡抚宁夏等地。为官清廉，刘瑾屡次索贿不得，借辽东兵饷之事逮捕，罰米至三千石，四年五月发回原籍为民。刘瑾被诛后，恢复官职致仕。

## 家族
曾祖冒仲智，曾任訓導。祖父冒永平。父冒鑑。